# Mike Barson
Michael Barson (Edinburgh, 21 april 1958), ook wel Monsieur Barso genoemd, is een Schots pianist en oprichter van de Britse ska-popband Madness.

## Geschiedenis
Barson groeide op met twee broers (Danny en Ben) die eveneens in de muziek terecht zijn gekomen. Hij kreeg een paar klassieke pianolessen maar heeft verder zelf leren spelen. In 1976 richtte hij met gitarist Chris Foreman en saxofonist Lee Thompson de North London Invaders op; repetities vonden plaats op zijn slaapkamer. Eind 1978 was de bezetting compleet die vanaf 5 februari 1979 als Madness door het leven ging en vervolgens een van de kopstukken van de 2 Tone-beweging werd, ook al hadden ze maar één single op dit zwart-wit geblokte label uitgebracht.
Eind januari 1980 kwam Madness voor het eerst naar Nederland voor optredens; na afloop van het concert in Paradiso ontmoette Barson een fan, Sandra, met wie hij een jaar later in het huwelijk trad. 2 Tone was tegen die tijd over z'n hoogtepunt heen, maar Madness bleef onverminderd populair. Barson genoot niet van het succes, vooral omdat hij een hekel had aan het sterrendom. "Nooit en te nimmer zal ik (Engeland) verlaten vanwege de belasting" verwees hij destijds naar de massale uittocht van Britse artiesten in de jaren 70. "We mogen juist blij zijn met zo'n luxeprobleem".
Toch pakte ook Barson zijn koffers; hij verhuisde in 1982 naar Amsterdam omdat Sandra niet in Engeland kon aarden. 
Tevens ging hij zich steeds meer van de rest afzonderen omdat zijn huwelijk in een crisis verkeerde en omdat de druk om nieuwe en betere nummers groter werd na de tegenvallende verkoop van het serieuze album The Rise & Fall. Barson zag een uitweg in het boeddhisme en op 4 oktober 1983 kondigde hij zijn vertrek aan. Hij werkte nog wel mee aan het album Keep Moving (1984) en aan de videoclips van Michael Caine (alleen het begin) en One Better Day maar vanaf januari 1984 ging Madness verder als zesmansformatie.
En met Barson verdwenen ook de beslissende stem en het enthousiasme, almede de garantie op Britse top 10-noteringen. Het volgende album, Mad Not Mad, zou pas anderhalf jaar later verschijnen, drie maanden langer dan het gat tussen Rise & Fall en Keep Moving. Barson kwam in september 1985 naar de Countdown-studio om zijn ex-collega's Yesterday's Men en Embarrassment te zien playbacken. In december werd hij uitgenodigd om het Kerstconcert voor de werklozen in Finsbury Park bij te wonen; It Must Be Love, een van de vaste waarden in de set, werd aan hem en Sandra opgedragen.
In 1986 ging Madness uit elkaar; Barson verleende zijn medewerking aan de afscheidssingle (Waiting for) the Ghost-Train maar was niet in de bijbehorende clip te zien.
In 1992 kwam Madness weer bijeen in de volledige bezetting; tijdens de eerste kersttournee werd Barsons Moondance gespeeld, maar daarna verdween dit nummer weer even snel van het repertoire omdat het geen sterk refrein zou hebben. Een andere reden dat de fans tot 1999 op een nieuw Madness-album moesten wachten was dat Barson zich als boeddhist van tijd tot tijd terugtrok; wel schreef hij tussendoor nummers voor het solodebuut van zanger Suggs (The Lone Ranger, oorspronkelijk bedoeld als een duoproject). In 2001 nam Barson met No Doubt het B-kantje Everything In Time op. Ook verleende hij met Suggs zijn medewerking aan twee nummer van Audio Bullys. 
Barson scheidde van Sandra en keerde terug naar Londen waar hij in 2012 hertrouwde. 
In 2014 sprak Barson in het tv-programma Top 2000 à Go-Go over de ontstaansgeschiedenis van My Girl; de niet-gebruikte opnamen werden vier jaar later uitgezonden.
Tijdens de coronacrisis trad Barson met Suggs op als duo.
Suggs · Mike Barson · Lee Thompson · Chris Foreman · Mark Bedford · Daniel Woodgate · Chas Smash
- Bibsys: 8019661
- Biblioteca Nacional de España: XX848221
- Gemeinsame Normdatei: 1031773258
- International Standard Name Identifier: 0000 0000 7827 6155
- MusicBrainz: 42adb8ca-8484-4901-a429-fc8ecd3a4327
- Nationale Bibliotheek van Tsjechië: xx0084934
- Virtual International Authority File: 85862605